# ワイルの補題 (ラプラス方程式)
数学におけるワイルの補題（ワイルのほだい、英: Weyl's lemma）とは、ヘルマン・ワイルの名にちなむもので、ラプラス方程式のすべての弱解は滑らかであることを述べている。これは例えば、滑らかでない弱解を持つ波動方程式とは対称的である。ワイルの補題は楕円型あるいは準楕円型正則性の特別な場合である。

## 補題の内容
{\displaystyle \Omega } を {\displaystyle n}-次元ユークリッド空間 {\displaystyle \mathbb {R} ^{n}} のある開部分集合とし、{\displaystyle \Delta } は通常のラプラス作用素を表すものとする。ワイルの補題では、コンパクトな台を持つすべての滑らかなテスト函数 {\displaystyle \phi \in C_{c}^{\infty }(\Omega )} に対して、次の式
{\displaystyle \int _{\Omega }u(x)\Delta \phi (x)\,dx=0}
を満たす意味でラプラス方程式の弱解となるある局所可積分函数 {\displaystyle u\in L_{\mathrm {loc} }^{1}(\Omega )} が存在するなら、（測度 0 の集合上での定義の違いを除いて）{\displaystyle u\in C^{\infty }(\Omega )} は滑らかであり、{\displaystyle \Omega } 内の各点で {\displaystyle \Delta u=0} を満たすことが示されている。
この結果は、{\displaystyle \Omega } における調和函数の内部正則性（interior regularity）を意味するが、境界 {\displaystyle \partial \Omega } 上での正則性については何も示されていない。

## 証明のアイデア
ワイルの補題を証明するために、適切な軟化子 {\displaystyle \phi _{\epsilon }} との函数 {\displaystyle u} の畳み込みを考え、その軟化 {\displaystyle u_{\epsilon }=\phi _{\epsilon }\ast u} がラプラス方程式を満たすことを示す。これは {\displaystyle u_{\epsilon }} が平均値の性質を持つことを意味する。極限 {\displaystyle \epsilon \to 0} を取り、軟化子の性質を用いることで、{\displaystyle u} もまた平均値の性質を持つことが分かるが、このことはそれがラプラス方程式の滑らかな解であることを意味する。また別の証明では、ラプラシアンの基本解あるいは適切な楕円型のアプリオリ評価の滑らかさが利用される。

## 超函数への一般化
より一般に、同様の結果はラプラス方程式のすべての超函数の解に対しても成り立つ。すなわち、{\displaystyle T\in D'(\Omega )} がすべての {\displaystyle \phi \in C_{c}^{\infty }(\Omega )} に対して {\displaystyle \langle T,\Delta \phi \rangle =0} を満たすなら、{\displaystyle T=T_{u}} はラプラス方程式の滑らかな解 {\displaystyle u\in C^{\infty }(\Omega )} に関連する正則な超函数である。

## 準楕円性との関係
ワイルの補題は、楕円型あるいは準楕円型作用素の正則性に関するより一般の結果より従う。滑らかな係数を持つある線型偏微分作用素 {\displaystyle P} が準楕円型であるなら、すべての超函数 {\displaystyle u} に対し、{\displaystyle Pu} の特異台は {\displaystyle u} のそれと一致する。ラプラス作用素は準楕円型であるため、{\displaystyle \Delta u=0} であるなら、{\displaystyle 0} の特異台が空であることから {\displaystyle u} の特異台も空となるが、このことは {\displaystyle u\in C^{\infty }(\Omega )} を意味する。実際、ラプラス作用素は楕円型なので、より強い結果が成り立ち、{\displaystyle \Delta u=0} の解は実解析的となる。

## Notes
1. ↑  Hermann Weyl, The method of orthogonal projections in potential theory, Duke Math. J., 7, 411-444 (1940). See Lemma 2, p. 415
2. ↑  Bernard Daconorogna, Introduction to the Calculus of Variations, 2nd ed., Imperial College Press (2009), p. 148.
3. ↑  Lars Gårding, Some Points of Analysis and their History, AMS (1997), p. 66.
4. ↑  Lars Hörmander, The Analysis of Linear Partial Differential Operators I, 2nd ed., Springer-Verlag (1990), p.110